# Je ne veux pas
Je ne veux pas è un singolo di Céline Dion, pubblicato in Francia nel 1987. Il brano è stato scritto da Eddy Marnay e dal produttore Romano Musumarra.

## Contenuti e pubblicazioni
La canzone, opera inedita di Eddy Marnay e Romano Musumarra, è un singolo che non è stato tratto da nessun album da promuovere.
Je ne voux pas è stato pubblicato insieme a un brano inedito, Comment t'aimer, incluso sul lato B del singolo e anch'esso prodotto da Musumarra. Del singolo fu pubblicata anche una versione estesa e una strumentale, incluse nel vinile da 12".
Il brano è stato inserito nella compilation di Céline Dion pubblicata nel 1988 e intitolata The Best of Celine Dion.
Je ne veux pas non è mai stato pubblicato in Canada.

## Formati e tracce
LP Singolo 7" (Francia) (Pathé Marconi EMI: 2017647)
1. Je ne veux pas – 3:50 (testo: Eddy Marnay – musica: Romano Musumarra)
2. Comment t'aimer – 3:58 (testo: Marnay – musica: Musumarra)

LP Singolo 12" (Francia) (Pathé Marconi EMI: 1567906)
1. Je ne veux pas – 6:37 (testo: Marnay – musica: Musumarra)
2. Je ne veux pas (Instrumental) – 5:27 (testo: Marnay – musica: Musumarra)

## Versioni ufficiali
- Je ne veux pas (Album Version) – 3:50
- Je ne veux pas (Extended Version) – 6:37
- Je ne veux pas (Instrumental Version) – 5:27